# Abraham Niclas Edelcrantz

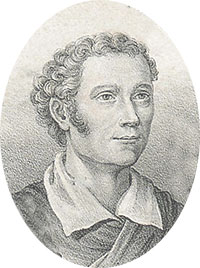
Abraham Niclas Edelcrantz.

Abraham Niclas Clewberg-Edelcrantz (Åbo, 29 juli 1754 - ?, 15 maart 1821) was een Zweeds baron en dichter. Hij studeerde aan de universiteit van Åbo, die toen een Zweedse universiteit was. In 1772 werd hij er docent in de natuurkunde en literatuurgeschiedenis. Edelcrantz ondernam verscheidene studiereizen, onder andere naar Duitsland en Engeland, waar hij kennis maakte met onder andere James Watt.
Na de onverwachte dood van Carl Fredrik Scheffer werd hem gevraagd deze op te volgen op zetel 2 in de Zweedse Academie. Met Edelcrantz' dood stierf ook een heel geslacht uit.